# فيلكو ريسر
فيلكو ريسر (بالألمانية: Wilko Risser)‏ (مواليد 11 أغسطس 1982 في ويندهوك) لاعب كرة قدم ناميبي دولي يجيد اللعب في خط الهجوم . يلعب لصالح نادي إينتراخت ترير الألماني ويحمل الجنسية الألمانية . أخوه هو أوليفر ريسر .

## روابط خارجية
- فيلكو ريسر على موقع الاتحاد الدولي (مؤرشف)  (الإنجليزية)
- فيلكو ريسر على موقع قاعدة بيانات كرة القدم.إي يو (الإنجليزية)
- فيلكو ريسر على موقع ناشيونال فوتبول تيمز (الإنجليزية)
- فيلكو ريسر على موقع Soccerbase.com (لاعب) (الإنجليزية)
- فيلكو ريسر على موقع Soccerway.com (الإنجليزية)
- فيلكو ريسر على موقع عالم كرة القدم.نت (الإنجليزية)